# Казачье-Лагерский сельский совет (Цюрупинский район)
Казачье-Лагерский сельский совет (укр. Козаче-Лагерська сільська рада) — входит в состав
Алёшковского района
Херсонской области
Украины.
Административный центр сельского совета находится в 
с. Казачьи Лагери
.

## Населённые пункты совета
- с. Казачьи Лагери
- с. Крынки